# Santo Stefano del Trullo
Santo Stefano del Trullo, även benämnd Santo Stefano de Millio, Santi Stefano e Giuliano, San Giuliano och Santi Giuliano e Martino, var en kyrkobyggnad i Rom, helgad åt den helige martyren Stefanos. Kyrkan var belägen vid Piazza di Pietra i Rione Colonna.
Tillnamnet ”Trullo” åsyftar en konisk kupolform, vilken kan ha tillhört ett antikt gravmonument.

## Kyrkans historia
Kyrkan uppfördes på den öppna platsen mellan resterna av Hadrianustemplet och Argonauternas portik. Dess första dokumenterade omnämnande förekommer i Il catalogo di Torino från cirka 1320. Under 1300-talet begravdes flera framstående personer i San Stefano del Trullo. Från år 1355 härstammar gravmonumentet över Francesco Baroncelli, en av Cola di Rienzos anhängare. På monumentet framställs Baroncelli i lågrelief, iförd senatorsdräkt. Reliefen visade även Baroncellis släktvapen med en örn.
Påve Pius IV (1559–1565) överlät kyrkan åt Ospedale dei Pazzarelli och 1614 förlånades den åt Università degli Albergatori, hotellägarnas skrå, vilket helgade kyrkan åt sina skyddspatroner Julianus Hospitator och Martin av Tours.
Kyrkan hade ett högaltare och två sidoaltaren. Den tämligen enkla fasaden hade en ingångsportal, krönt av ett oxöga. Mellan 1614 och 1637 sammanfördes hotellägarnas skrå med krögarnas och gästgivarnas skrån; det sistnämnda lämnade dock Santo Stefano år 1638 mot en straffavgift på 1 000 scudi. Två av kyrkans målningar utgjordes av Madonnan och Barnet med de heliga Martin och Julianus samt De heliga Stefanos och Carlo Borromeo, utförda av en okänd konstnär.
Kyrkan revs under påve Alexander VII:s pontifikat år 1662 för att utvidga Piazza di Pietra. I vestibulen till Santa Maria in Aquiro återfinns några av den rivna kyrkans gravstenar. År 1878 företogs utgrävningar i området och man påträffade då rester av kyrkans golvläggning samt några lågreliefer från Hadrianustemplet.

## Omnämningar i kyrkoförteckningar
| Katalog                   | År         | Benämning                          |
| ------------------------- | ---------- | ---------------------------------- |
| Il catalogo di Torino     | cirka 1320 | Ecclesia sancti Stephani de Trullo |
| Il catalogo del Signorili | cirka 1425 | sci. Stephani de Trullo            |

## Bilder
| - Santo Stefano del Trullo (vid den röda pilen) på Leonardo Bufalinis karta över Rom från år 1551. |